# Андрусенко Корній Михайлович
Корній Михайлович Андрусенко (нар.15 (27) вересня 1899 — пом. 8 жовтня 1976) — радянський військовик, Герой Радянського Союзу (1944), гвардії полковник.

## Біографія
Народився 27 вересня 1899 року в селищі Парафіївці (нині Ічнянського району Чернігівської області) в селянській сім'ї. Українець. Освіта середня. Працював токарем.
У 1918 році призваний в ряди Червоної Армії. Брав участь в Громадянській війні. Член РКП(б) з 1925 року. У 1924 році закінчив Київську військову піхотну школу, в 1941 році — Військову академію імені М. В. Фрунзе.
У боях радянсько-німецької війни з червня 1941 року. Воював на Західному, Брянському, Сталінградському, Центральному, 1-му Білоруському фронтах. Брав участь в обороні Москви, Сталінградській, Курської битвах, Білоруській операції, розгромі Японії. Був тричі поранений і контужений.
27 вересня 1943 року гвардії полковник К. М. Андрусенко, переслідуючи відступаючого противника, вивів увірений йому полк на лівий берег Дніпра в районі села Редьківка Любецького району Чернігівської області. Уміло керував збором і підготовкою підручних засобів, човнів, плотів для переправи. Протягом 28 і 29 вересня 1943 року в районі селища Любеча Чернігівської області з боєм переправив на правий берег Дніпра на човнах і плотах всі підрозділи полку. Протягом 29 і 30 вересня 1943 року відбив контратаки піхоти і танків противника і міцно закріпився на зайнятому рубежі. Утримавши плацдарм, забезпечив переправу дивізії.
Указом Президії Верховної Ради СРСР від 15 січня 1944 року за мужність і героїзм, проявлені при форсуванні Дніпра і утриманні плацдарму гвардії полковникові Корнію Михайловичу Андрусенку присвоєне звання Героя Радянського Союзу з врученням ордена Леніна і медалі «Золота Зірка» (№ 1577).
Незабаром полковник Андрусенко К. М. призначається командиром 55-ї стрілецької дивізії (61-та армія, 1-й Білоруський фронт), воїни якої відрізнилися в ході Мінської наступальної операції і, зокрема, в боях при відвоюванні 29 червня 1944 року районного центру Гомельської області Білорусі — міста Петриков — Петриковський десант.
Після закінчення радянсько-німецької і радянсько-японської воєн гвардії полковник Корній Андрусенко вийшов у запас. У 1946—1956 роках жив у місті Сорочинськ Оренбурзької області. З 1956 року жив в Києві.
Помер 8 жовтня 1976 року. Похований в Києві на Лук'янівському військовому кладовищі.

## Нагороди
Нагороджений двома орденами Леніна, орденом Червоного Прапора, орденом Кутузова 2-го ступеня, орденом Олександра Невського, орденом Червоної Зірки, медалями.
Ім'ям Героя названа вулиця в селищі Парафіївка.